# Lucía Lijtmaer
Lucía Lijtmaer (Buenos Aires, 1977) és una escriptora i periodista d'origen argentí.
Ha publicat les cròniques Quiero los secretos del Pentágono (2015), No tenías casi nada que ponerte (2016) i els assaigs Yo también soy una chica lista (2017), Cultura en tensión, conjuntament amb altres autors (2016), i Ofendiditos, la criminalización de la protesta (2019). Escriu habitualment a El País, El Periódico de Catalunya, i col·labora a RAC 1. És comissària del festival de guerrilla i cultura feminista "Princesas y DarthVaders" i codirigeix amb Isa Calderón el late night "Deforme Semanal", un programa cultural i polític mensual on analitzen l'actualitat des d'una perspectiva crítica i feminista.